# Мека (Калифорнија)
Мека (енгл. Mecca) насељено је место без административног статуса у америчкој савезној држави Калифорнија.

## Демографија
По попису из 2010. године број становника је 8.577, што је 3.175 (58,8%) становника више него 2000. године.
| Група             | 2000.         | 2010.         |
| Белци             | 43 (0,8%)     | 57 (0,7%)     |
| Афроамериканци    | 6 (0,1%)      | 40 (0,5%)     |
| Азијати           | 40 (0,7%)     | 17 (0,2%)     |
| Хиспаноамериканци | 5.295 (98,0%) | 8.462 (98,7%) |
| Укупно            | 5.402         | 8.577         |